# Велике Іваново
Велике Іваново (рос. Большое Иваново) — присілок в Бєжаницькому районі Псковської області Російської Федерації.
Населення становить 14 осіб. Входить до складу муніципального утворення Чихачьовське муніципальне утворення.

## Історія
Від 2005 року входить до складу муніципального утворення Чихачьовське муніципальне утворення.

## Населення
| 2001 | 2002 | 2010 |
| ---- | ---- | ---- |
| 10   | ↘8   | ↗14  |